# The Head on the Door
Albums de The Cure
Concert: The Cure Live
(1984) Standing on a Beach
(1986)
Singles
1. In Between Days
Sortie : 15 juillet 1985[6]
2. Close to Me
Sortie : 17 septembre 1985[7]

The Head on the Door est le sixième album studio du groupe britannique The Cure, sorti le 30 août 1985.
Il connaît un important succès commercial et devient disque d'or aux États-Unis,  au Royaume-Uni et en France.

## L'album
Robert Smith a écrit et composé seul l'intégralité des chansons. Les deux singles In Between Days et Close to Me, bénéficiant de clips vidéo réalisés par Tim Pope, deviennent des hits dans le monde entier.
Cet album est résolument plus pop que ses prédécesseurs, et varié (guitare hispanique sur The Blood, mélodie japonisante sur Kyoto Song), même si The Cure ne se départ pas de ses chansons spleen et mélancoliques (Sinking). Ce disque permet au groupe de rencontrer un succès de masse dans le monde entier. Durant la promotion, Robert Smith dit s'être inspiré des albums Kaleidoscope (1980) de Siouxsie and the Banshees et Dare (1981) de the Human League. Il voulait que ce disque soit éclectique avec des styles et des humeurs différentes : « Il me rappelle l'album Kaleidoscope, cette idée d'avoir plusieurs sons différents, plusieurs couleurs différentes », déclare-t-il en août de cette même année à Steve Sutherland, du magazine anglais Melody Maker. Outre l'album Kaleidoscope, Smith mentionne aussi en 1985, lors de son passage à l'émission "4C+" de la chaîne Canal Plus, que ses quatre autres disques préférés sont This Year's Model (1978) d'Elvis Costello, Low (1977) de David Bowie, Rattus Norvegicus (1977) des Stranglers, et Mirror Moves (1984) des Psychedelic Furs.
L'album marque aussi le grand retour de Simon Gallup à la basse, tandis que Boris Williams s'installe à la batterie. La version de Close to Me présente ici ne contient pas la section de cuivres, qui a été rajoutée sur la version sortie en single. La rythmique jouée au piano sur Six Different Ways avait déjà été utilisée une première fois par Robert Smith en 1984 sur le titre Swimming Horses, de l'album Hyæna de Siouxsie and the Banshees. Le titre The Head on the Door est dérivé des paroles de Close to me (... that my head on the door was a dream). Le titre de cet album rompt la tradition du groupe, qui était de nommer l'album à partir du dernier morceau de la face b.
A Night Like This fut reprise en 1995 par James Iha pour les Smashing Pumpkins, pour figurer sur le maxi de Bullet with Butterfly Wings . Cette chanson est assurément une des plus anciennes de The Cure puis qu'elle fut écrite dès 1976 et joué live cette même année lors des concerts sous le nom de groupe Malice.
Le 14 août 2006, une édition remastérisée deluxe de The Head on the Door paraît avec un deuxième CD contenant des titres inédits et des versions démos, plus des versions live de plusieurs titres provenant d'enregistrements bootlegs non professionnels et non d'enregistrements professionnels captés à partir de la console de l'ingénieur du son.

## Liste des titres (Édition originale)
Tous les morceaux ont été écrits et composés par Robert Smith.
| 1. | In Between Days    | 2:55 |
| 2. | Kyoto Song         | 4:00 |
| 3. | The Blood          | 3:42 |
| 4. | Six Different Ways | 3:16 |
| 5. | Push               | 4:28 |

| 6.  | The Baby Screams  | 3:43 |
| 7.  | Close to Me       | 3:20 |
| 8.  | A Night Like This | 4:12 |
| 9.  | Screw             | 2:35 |
| 10. | Sinking           | 4:50 |

## Liste des titres (Deluxe edition - 2006)
CD 1 The Original Album
Liste identique à l'édition originale
CD 2 Rarities (1984-1985)
| No  | Titre                                                          | Durée |
| --- | -------------------------------------------------------------- | ----- |
| 1.  | In Between Days (Robert Smith home instrumental demo, 12/1984) | 1:25  |
| 2.  | Inwood (Robert Smith home instrumental demo, 12/1984)          | 2:18  |
| 3.  | Push (Robert Smith home instrumental demo, 12/1984)            | 2:31  |
| 4.  | Innsbruck (Robert Smith home instrumental demo, 12/1984)       | 2:37  |
| 5.  | Stop Dead (Fitz/F2 Studios demo, 02/1985)                      | 3:21  |
| 6.  | Mansolidgone (Fitz/F2 Studios demo, 02/1985)                   | 4:06  |
| 7.  | Screw (Fitz/F2 Studios demo, 02/1985)                          | 3:09  |
| 8.  | Lime Time (Fitz/F2 Studios demo, 02/1985)                      | 2:56  |
| 9.  | Kyoto Song (Fitz/F2 Studios demo, 02/1985)                     | 4:28  |
| 10. | A Few Hours After This... (Fitz/F2 Studios demo, 02/1985)      | 4:36  |
| 11. | Six Different Ways (Fitz/F2 Studios demo, 02/1985)             | 3:00  |
| 12. | A Man Inside My Mouth (Fitz/F2 Studios demo, 02/1985)          | 3:00  |
| 13. | A Night Like This (Fitz/F2 Studios demo, 02/1985)              | 4:08  |
| 14. | The Exploding Boy (Fitz/F2 Studios demo, 02/1985)              | 3:06  |
| 15. | Close to Me (Fitz/F2 Studios demo, 02/1985)                    | 4:03  |
| 16. | The Baby Screams (Live bootleg, Paris Bercy, 12/85)            | 3:46  |
| 17. | The Blood (Live bootleg, Paris Bercy, 12/85)                   | 3:34  |
| 18. | Sinking (Live bootleg, Paris Bercy, 12/85)                     | 5:06  |

## Musiciens
- Robert Smith : chant, guitare, claviers
- Simon Gallup : basse
- Lol Tolhurst : claviers
- Porl Thompson : guitare, claviers
- Boris Williams : batterie, percussions

Musicien additionnel :
- Ron Howe : saxophone sur A Night Like This

## Classements hebdomadaires
| Classement (1985)             | Meilleure place |
| ----------------------------- | --------------- |
| Allemagne (Media Control AG)  | 15              |
| Australie (Kent Music Report) | 6               |
| Canada (RPM Top Albums)       | 53              |
| États-Unis (Billboard 200)    | 59              |
| France (IFOP)                 | 6               |
| Italie (FIMI)                 | 18              |
| Nouvelle-Zélande (RIANZ)      | 11              |
| Pays-Bas (Mega Album Top 100) | 3               |
| Royaume-Uni (UK Albums Chart) | 7               |
| Suède (Sverigetopplistan)     | 24              |
| Suisse (Schweizer Hitparade)  | 14              |

| Classement (2006) | Meilleure place |
| ----------------- | --------------- |
| Italie (FIMI)     | 96              |

## Certifications
| Pays              | Certification | Date       | Unités certifiées |
| ----------------- | ------------- | ---------- | ----------------- |
| États-Unis (RIAA) | Or            | 18/03/1991 | 500 000           |
| France (SNEP)     | Or            | 1985       | 100 000           |
| Royaume-Uni (BPI) | Or            | 09/12/1985 | 100 000           |